# Ширяиха (Архангельская область)
Ширяиха (ранее село Ошевенское)  — деревня в Каргопольском районе Архангельской области. Входит в состав Каргопольского муниципального округа. До 1 июня 2020 года была административным центром муниципального образования «Ошевенское».

## Географическое положение
Деревня находится в 47 км к северу от Каргополя, на правом берегу реки Чурьега (приток Кены).

## Население
| 2002 | 2010 | 2012 |
| ---- | ---- | ---- |
| 274  | ↘262 | ↗297 |

## Известные уроженцы
В деревне родился Александр Александрович Ушаков (1869 — ?) — член Государственной думы Российской империи III созыва от Олонецкой губернии.